# 메르세데스-벤츠 OM615 엔진
메르세데스-벤츠 OM615 엔진(영어: Mercedes-Benz OM615 engine)은 메르세데스-벤츠에서 1968년부터 1985년까지 생산했던 4기통 디젤 엔진이었다.OM621의 후속 제품으로,1968년 초에 1,988 cc (2.0 L) 및 2,197 cc (2.2 L) 엔진의 두 가지 버전으로 판매되었다.
사용했던 차종:
- 1976-1979 메르세데스 -벤츠 200D, 41 kW (55 hp)
- 1979-1985 메르세데스-벤츠 200D, 45 kW (60 hp)
- 1976-1981 메르세데스-벤츠 N1300
- 1981-1986 메르세데스-벤츠MB100/MB130

## 변형 모델
OM615.940은 87 mm × 83.6 mm (3.43 in × 3.29 in)의 구경과 스트로크를 가진 1,988 cc (2.0 L) 엔진이었다. 일률은 1979년까지 41 kW (55 hp)였으며 45 kW (60 hp)로 증가했다.
OM615.941은 87 mm (3.43 in) 구경과 더 긴 92.4 mm (3.64 in) 스트로크가 있는 2,197 cc (2.2 L) 버전이다. 일률은 45 kW (60 hp) 및 93 lb·ft (126 N·m)의 토크였다.

## 같이 보기
- 메르세데스-벤츠의 엔진 목록